# Pallacanestro Virtus Roma 2016-2017

## Stagione
La stagione 2016-2017 della Pallacanestro Virtus Roma sponsorizzata Unicusano, è la 4ª nel campionato cadetto italiano di pallacanestro, la Serie A2, per la squadra capitolina.
Guidata da Fabio Corbani disputa il campionato di serie A2 giungendo quinta nel girone Ovest al termine della regular season, classificandosi per i play off dove, negli ottavi, viene eliminata da Ravenna per 3 a 1. La stagione, in ogni caso, segna un certo riavvicinamento del pubblico alla squadra, grazie a un certo numero di innesti di buon valore (Massimo Chessa, Aristide Landi, Tommaso Baldasso e il cavallo di ritorno Daniele Sandri tra gli italiani, Anthony Raffa e il funambolico John Brown per quanto riguarda gli americani). I problemi, semmai, arrivano prima dell'inizio del campionato: una questione di ritardati pagamenti in Federazione fa sì che la Virtus sia, per quasi un mese, esclusa dal campionato. Due ricorsi agli organi della FIP non bastano, così ne arriva un terzo, di fronte al CONI: è quello buono, la Virtus è riammessa in A2, nel girone Ovest. La stagione segue un andamento vario: tre vittorie, poi cinque perse nelle successive sei partite, poi una nuova serie a prevalenza vittoriosa. Nel mese di dicembre, Baldasso deve andare in Turchia per gli Europei Under 18, spostati di sei mesi a causa delle tensioni che si erano create in Turchia a luglio. Questo fatto causa una serie di spostamenti di partite, cosicché il 3 gennaio 2017 la Virtus si gioca contro Scafati l'ingresso nelle Final Eight di Coppa Italia LNP. Nonostante diversi infortuni tutti assieme, la Virtus ce la fa. In Coppa, potrebbe anche vincere contro Treviso (che non è più la Benetton, ma la Treviso Basket), ma sono fatali gli ultimi due minuti e mezzo. L'annata prosegue senza altri particolari scossoni fino all'epilogo ravennate.

## Roster
| Virtus Roma 2016-17 | Virtus Roma 2016-17 |
| Giocatori           | Staff tecnico       |
| ------------------- | ------------------- |

| N. | Naz.                   | Ruolo | Nome                 | Anno | Alt.   | Peso   |  |
| -- | ---------------------- | ----- | -------------------- | ---- | ------ | ------ |  |
| 0  | Stati Uniti (bandiera) | C     | John Brown           | 1992 | 203 cm | 93 kg  |  |
| 2  | Stati Uniti (bandiera) | P     | Anthony Raffa        | 1989 | 185 cm | 77 kg  |  |
| 3  | Italia (bandiera)      | AG    | Gabriele Benetti     | 1995 | 200 cm | 94 kg  |  |
| 5  | Italia (bandiera)      | G     | Yuri Piccolo         | 1995 | 200 cm |        |  |
| 6  | Italia (bandiera)      | P     | Valerio Lentini      | 1997 |        |        |  |
| 6  | Italia (bandiera)      | P     | Stefano Rubinetti    | 1998 |        |        |  |
| 9  | Italia (bandiera)      | G     | Alessio Di Simone    | 2000 |        |        |  |
| 9  | Italia (bandiera)      | AP    | Giuliano Maresca (C) | 1981 | 192 cm | 86 kg  |  |
| 10 | Italia (bandiera)      | G     | Massimo Chessa       | 1988 | 188 cm | 80 kg  |  |
| 12 | Italia (bandiera)      | AP    | Daniele Sandri       | 1990 | 197 cm | 91 kg  |  |
| 13 | Italia (bandiera)      | P     | Tommaso Baldasso     | 1998 | 191 cm | 88 kg  |  |
| 15 | Italia (bandiera)      | AG    | Aristide Landi       | 1994 | 203 cm | 107 kg |  |
| 20 | Italia (bandiera)      | C     | Jacopo Vedovato      | 1995 | 204 cm | 100 kg |  |

| Allenatore                                                                                       |
| - Fabio Corbani                                                                                  |
| Assistente/i                                                                                     |
| - Riccardo Esposito - Umberto Zanchi Legenda - (C) Capitano - (IN) Inattivo - Infortunato Roster |

## Mercato

### Sessione estiva
| Acquisti | Acquisti         | Acquisti            | Acquisti           | Acquisti |
| R.       | Nome             | da                  | Modalità           |          |
| -------- | ---------------- | ------------------- | ------------------ | -------- |
| AG       | Gabriele Benetti | Virtus Bologna      | definitivo         |          |
| C        | Jacopo Vedovato  | Pall. Chieti        | definitivo         |          |
| AG       | Aristide Landi   | Pall. Trieste       | definitivo         |          |
| P        | Tommaso Baldasso | Libertas Moncalieri | prestito triennale |          |
| G        | Massimo Chessa   | Trapani Shark       | definitivo         |          |
| AP       | Daniele Sandri   | Casalpusterlengo    | definitivo         |          |
| C        | John Brown       | High Point Panthers | definitivo         |          |
| P        | Anthony Raffa    | Al-Sadd Doha        | definitivo         |          |

| Cessioni | Cessioni            | Cessioni               | Cessioni   | Cessioni |
| R.       | Nome                | a                      | Modalità   |          |
| -------- | ------------------- | ---------------------- | ---------- | -------- |
| AG       | Jamal Olasewere     | Hapoel Givatayim       | definitivo |          |
| P        | Guido Meini         | S.C. Montecatini       | definitivo |          |
| G        | Ennio Leonzio       | Bakery Piacenza        | definitivo |          |
| C        | Craig Callahan      | Pall. Cantù            | definitivo |          |
| AP       | Simone Flamini      | Mens Sana Siena        | definitivo |          |
| G        | Alan Voskuil        | Anversa Giants         | definitivo |          |
| AP       | Riccardo Casagrande | Pall. Roseto           | definitivo |          |
| P        | Simone Bonfiglio    | Pallacanestro Piombino | definitivo |          |
| C        | Davide Zambon       | G.M. OrziBasket        | definitivo |          |

## Risultati

### Serie A2

#### Regular season

##### Girone di andata
| Arbitri: | S. Ursi (Livorno) A. Dionisi (Fabriano, AN) A. Costa (Livorno) |

|                    |            |           |
| Brown 24           | Punti      | 19 Buford |
| Chessa, Baldasso 4 | Assist     | 5 Piazza  |
| Benetti 11         | Rimbalzi   | 8 Buford  |
| Corbani            | Allenatori | Ciani     |

| Arbitri: | N. Beneduce (Caserta) D. Caruso (Roma) G. Dori (Mirano, VE) |

|              |            |           |
| Martinoni 15 | Punti      | 26 Chessa |
| Blizzard 7   | Assist     | 7 Raffa   |
| Martinoni 9  | Rimbalzi   | 9 Brown   |
| Ramondino    | Allenatori | Corbani   |

| Arbitri: | C. Borgo (EE) R. Radaelli (Rho, MI) A. Saraceni (Bologna) |

|          |            |             |
| Brown 20 | Punti      | 19 Legion   |
| Chessa 7 | Assist     | 4 Marulli   |
| Brown 8  | Rimbalzi   | 13 Radić    |
| Corbani  | Allenatori | Paternoster |

| Arbitri: | M. Moretti (Marsciano, PG) J. Pazzaglia (Cattolica, RN) non associato |

|             |            |          |
| Ferguson 35 | Punti      | 19 Brown |
| Ferguson 6  | Assist     | 5 Raffa  |
| Hall 13     | Rimbalzi   | 7 Landi  |
| Carrea      | Allenatori | Corbani  |

| Arbitri: | A. Scrima (Catanzaro) M. Marton (Conegliano, TV) non associato (Palermo) |

|          |            |                 |
| Cosey 21 | Punti      | 18 Raffa        |
| Cosey 5  | Assist     | 2 tre giocatori |
| Garri 11 | Rimbalzi   | 11 Brown        |
| Cavina   | Allenatori | Corbani         |

| Arbitri: | G. Ciaglia (Caserta) U. Tallon (Motta di Livenza, TV) A. Azami (Bologna) |

|           |            |                    |
| Brown 32  | Punti      | 18 Arledge         |
| Maresca 6 | Assist     | 3 Rullo, Deshields |
| Brown 11  | Rimbalzi   | 12 Arledge         |
| Corbani   | Allenatori | Gramenzi           |

| Arbitri: | A. Nicolini (Palermo) M. Vita (Ancona) F. Ferretti (Sant'Omero, TE) |

|           |            |                                 |
| Landi 19  | Punti      | 11 Kevin Langford, Santolamazza |
| Maresca 5 | Assist     | 2 Santolamazza, Turel           |
| Brown 17  | Rimbalzi   | 8 Carenza                       |
| Corbani   | Allenatori | Finelli                         |

| Arbitri: | C. Di Toro (Roma) G. Gagno (Conegliano, TV) S. Nuara (Genova) |

|               |            |          |
| Frassineti 19 | Punti      | 24 Raffa |
| Raivio 4      | Assist     | 3 Raffa  |
| Mosley 10     | Rimbalzi   | 9 Raffa  |
| Ferrari       | Allenatori | Corbani  |

| Arbitri: | non associato F. Terranova (Ragusa) M. Martellosio (Milano) |

|           |            |           |
| Chessa 25 | Punti      | 17 Easley |
| Brown 4   | Assist     | 6 Deloach |
| Brown 11  | Rimbalzi   | 11 Easley |
| Corbani   | Allenatori | Bonora    |

| Arbitri: | A. Perciavalle (Torino) A. Ascione A. V. Bramante (Roma) |

|            |            |          |
| Sorokas 25 | Punti      | 24 Raffa |
| Sollazzo 9 | Assist     | 7 Sandri |
| Sorokas 9  | Rimbalzi   | 7 Sandri |
| Vertemati  | Allenatori | Corbani  |

| Arbitri: | E. Boscolo (Chioggia, VE) P. Pecorella (Trani) C. Mottola (Milano) |

|          |            |             |
| Brown 28 | Punti      | 26 Mays     |
| Brown 6  | Assist     | 6 Mays      |
| Landi 15 | Rimbalzi   | 7 Filloy D. |
| Corbani  | Allenatori | Ducarello   |

| Arbitri: | C. Borgo (EE) S. Wassermann (Maniago) S. Del Greco (Verona) |

|           |            |          |
| Pepper 26 | Punti      | 23 Brown |
| Zanelli 4 | Assist     | 5 Sandri |
| Pepper 16 | Rimbalzi   | 10 Landi |
| Nunzi     | Allenatori | Corbani  |

| Arbitri: | N. Beneduce (Caserta) G. Pepponi (Assisi, PG) L. Bonfante |

|          |            |                       |
| Brown 27 | Punti      | 19 Myers M.           |
| Raffa 9  | Assist     | 4 Harrell, Myers M.   |
| Landi 9  | Rimbalzi   | 8 Myers M., Tavernari |
| Corbani  | Allenatori | Griccioli             |

| Arbitri: | A. Tirozzi (Napoli) F. Terranova (Ragusa) G. Dori (Mirano, VE) |

|           |            |          |
| Musso 21  | Punti      | 30 Raffa |
| Musso 7   | Assist     | 5 Raffa  |
| Raymond 8 | Rimbalzi   | 8 Sandri |
| Ansaloni  | Allenatori | Corbani  |

| Arbitri: | Guido Giovannetti (Papigno, TR) M. Pierantozzi (Brescia) G. Marota (San Benedetto del Tronto, AP) |

|                        |            |          |
| Buford 28              | Punti      | 20 Brown |
| Zugno 4                | Assist     | 5 Raffa  |
| Buford, Bell-Holter 12 | Rimbalzi   | 13 Brown |
| Ciani                  | Allenatori | Corbani  |

| Arbitri: | S. Ursi (Livorno) J. Pazzaglia (Cattolica, RN) A. Costa (Livorno) |

|          |            |             |
| Raffa 25 | Punti      | 25 Naimy    |
| Chessa 7 | Assist     | 15 Naimy    |
| Sandri 8 | Rimbalzi   | 9 Ammannato |
| Corbani  | Allenatori | Perdichizzi |

##### Girone di ritorno
| Arbitri: | C. Borgo (EE) L. Maffei (Udine) M. Martellosio |

|                     |            |                      |
| Raffa 17            | Punti      | 18 Tomassini         |
| quattro giocatori 3 | Assist     | 3 tre giocatori      |
| Brown, Landi 7      | Rimbalzi   | 7 Di Bella, Severini |
| Corbani             | Allenatori | Ramondino            |

| Arbitri: | F. Brindisi (Torino) S. Wassermann (Maniago) M. Vita (Ancona) |

|             |            |                     |
| Legion 22   | Punti      | 33 Chessa           |
| Legion 5    | Assist     | 12 Sandri           |
| Radić 8     | Rimbalzi   | 5 quattro giocatori |
| Paternoster | Allenatori | Corbani             |

| Arbitri: | A. Nicolini (Palermo) D. Yang Yao (Rimini) G. Pepponi (Assisi, PG) |

|                 |            |             |
| Brown, Raffa 21 | Punti      | 20 Ferguson |
| Raffa 6         | Assist     | 8 Ferguson  |
| Brown 15        | Rimbalzi   | 12 Hall     |
| Corbani         | Allenatori | Carrea      |

| Arbitri: | E. Bartoli (Trieste) A. Saraceni (Bologna) S. Patti (Siracusa) |

|          |            |          |
| Raffa 25 | Punti      | 36 Cosey |
| Brown 3  | Assist     | 6 Cosey  |
| Brown 11 | Rimbalzi   | 8 Alviti |
| Corbani  | Allenatori | Cavina   |

| Arbitri: | M. Moretti (Marsciano, PG) A. Dionisi (Fabriano, AN) A. Ascione |

|            |            |                  |
| Poletti 25 | Punti      | 25 Brown, Sandri |
| Uglietti 6 | Assist     | 4 Baldasso       |
| Arledge 16 | Rimbalzi   | 11 Brown         |
| Gramenzi   | Allenatori | Corbani          |

| Arbitri: | A. Tirozzi (Napoli) G. Gagno (Conegliano, TV) D. Capozziello (Brindisi) |

|                   |            |            |
| Kevin Langford 32 | Punti      | 24 Raffa   |
| Carenza 4         | Assist     | 4 Baldasso |
| Kevin Langford 13 | Rimbalzi   | 8 Landi    |
| Finelli           | Allenatori | Corbani    |

| Arbitri: | E. Boscolo (Chioggia, VE) L. Maffei (Udine) A.V. Bramante (Roma) |

|          |            |            |
| Raffa 22 | Punti      | 34 Raivio  |
| Raffa 6  | Assist     | 3 Ihedioha |
| Raffa 10 | Rimbalzi   | 12 Mosley  |
| Corbani  | Allenatori | Ferrari    |

| Arbitri: | N. Beneduce (Caserta) A. Scrima (Catanzaro) L. Bonfante |

|            |            |                    |
| Deloach 24 | Punti      | 27 Brown           |
| Deloach 6  | Assist     | 3 Baldasso, Sandri |
| Deloach 10 | Rimbalzi   | 13 Brown           |
| Bonora     | Allenatori | Corbani            |

| Arbitri: | A. Masi (Firenze) M. Vita (Ancona) D. Maschio (Firenze) |

|          |            |            |
| Brown 26 | Punti      | 24 Sorokas |
| Raffa 8  | Assist     | 8 Sollazzo |
| Sandri 9 | Rimbalzi   | 9 Sorokas  |
| Corbani  | Allenatori | Vertemati  |

| Arbitri: | A. Perciavalle (Torino) M. Catani (Chieti) A. Saraceni (Bologna) |

|              |            |          |
| Mays 36      | Punti      | 30 Raffa |
| Tavernelli 5 | Assist     | 7 Sandri |
| Renzi 12     | Rimbalzi   | 10 Brown |
| Ducarello    | Allenatori | Corbani  |

| Arbitri: | F. Terranova (Ragusa) D. Caruso (Roma) C. Di Toro (Roma) |

|          |            |            |
| Raffa 22 | Punti      | 21 Sims D. |
| Chessa 5 | Assist     | 6 Zanelli  |
| Landi 12 | Rimbalzi   | 11 Sims    |
| Corbani  | Allenatori | Nunzi      |

| Arbitri: | M. Galasso (Siena) D. Foti (Milano) S. Wassermann (Maniago) |

|                  |            |            |
| Jackson D. J. 34 | Punti      | 31 Brown   |
| Naimy 9          | Assist     | 8 Baldasso |
| Ammannato 6      | Rimbalzi   | 10 Sandri  |
| Perdichizzi      | Allenatori | Corbani    |

| Arbitri: | G. Ciaglia (Caserta) M. Rudellat (Nuoro) M. Centonza (Grottammare, AP) |

|                 |            |            |
| Raffa, Landi 19 | Punti      | 17 Raymond |
| Baldasso 5      | Assist     | 7 Musso    |
| Brown 11        | Rimbalzi   | 10 Gigli   |
| Corbani         | Allenatori | Paolini    |

| Arbitri: | A. Nicolini (Palermo) M. Pierantozzi (Brescia) S. Patti (Siracusa) |

|               |            |          |
| Harrell 33    | Punti      | 27 Raffa |
| Saccaggi L. 7 | Assist     | 5 Raffa  |
| Myers M. 10   | Rimbalzi   | 12 Brown |
| Griccioli     | Allenatori | Corbani  |

#### Playoff

##### Ottavi di finale
| Arbitri: | S. Ursi (Livorno) L. Maffei (Udine) L. Solfanelli (Livorno) |

|            |            |                 |
| Tambone 22 | Punti      | 24 Chessa       |
| Marks 4    | Assist     | 5 Raffa, Chessa |
| Smith T. 9 | Rimbalzi   | 7 Brown         |
| Martino    | Allenatori | Corbani         |

| Arbitri: | E. Bartoli (Trieste) D. Yang Yao (Rimini) G. Dori (Mirano, VE) |

|              |            |             |
| Masciadri 20 | Punti      | 21 Brown    |
| Tambone 6    | Assist     | 4 Baldasso  |
| Smith T. 9   | Rimbalzi   | 10 Vedovato |
| Martino      | Allenatori | Corbani     |

| Arbitri: | M. Moretti (Marsciano, PG) A. Scrima (Catanzaro) M. Catani (Chieti) |

|           |            |             |
| Landi 27  | Punti      | 22 Sabatini |
| Maresca 6 | Assist     | 4 Sabatini  |
| Landi 12  | Rimbalzi   | 9 Chiumenti |
| Corbani   | Allenatori | Martino     |

| Arbitri: | G. Ciaglia (Caserta) M. Rudellat (Nuoro) D. Maschio (Firenze) |

|                 |            |                      |
| Brown, Raffa 20 | Punti      | 20 Sabatini          |
| Chessa 7        | Assist     | 4 Masciadri, Tambone |
| Landi 6         | Rimbalzi   | 7 Chiumenti          |
| Corbani         | Allenatori | Martino              |

### Coppa Italia LNP
| Casalecchio di Reno 3 marzo 2017, ore 15:30 Quarti di finale | Universo Treviso | 73 – 72 (19-12, 35-32, 56-55) referto | Virtus Roma | Unipol Arena |
| \| \| \| \| \| Moretti 25 \| Punti \| 26 Brown \| \| Fantinelli 6 \| Assist \| 6 Sandri \| \| Perry, Rinaldi 7 \| Rimbalzi \| 8 Landi \| \| Pillastrini \| Allenatori \| Corbani \| |                  |                                       |             |              |
| |                  |                                       |             |              |
| Moretti 25 | Punti            | 26 Brown                              |             |              |
| Fantinelli 6 | Assist           | 6 Sandri                              |             |              |
| Perry, Rinaldi 7 | Rimbalzi         | 8 Landi                               |             |              |
| Pillastrini | Allenatori       | Corbani                               |             |              |